# André Noyelle
André Noyelle (Ypres, 29 novembre 1931 – Poperinge, 4 febbraio 2003) è stato un ciclista su strada belga.
Tra i dilettanti vinse due medaglie d'oro olimpiche, entrambe ai Giochi olimpici 1952 tenutisi a Helsinki, una nella corsa in linea e una nella corsa a squadre (classifica aggregata dai piazzamenti della corsa in linea). Dopo i Giochi passò al professionismo, ottenendo alcuni successi, tra cui quello nel Grand Prix de Fourmies 1959, e diversi piazzamenti come il secondo posto alla Gand-Wevelgem 1957 e i terzi alla Parigi-Tours 1959 e al Campionato di Zurigo 1961. Si ritirò dall'attività nel maggio 1966.
Dal 1996 a lui è intitolata la Gand-Wevelgem per Juniores, divenuta ufficialmente "Gent-Wevelgem/Grote Prijs A. Noyelle-Ieper".